# Art de la Xina

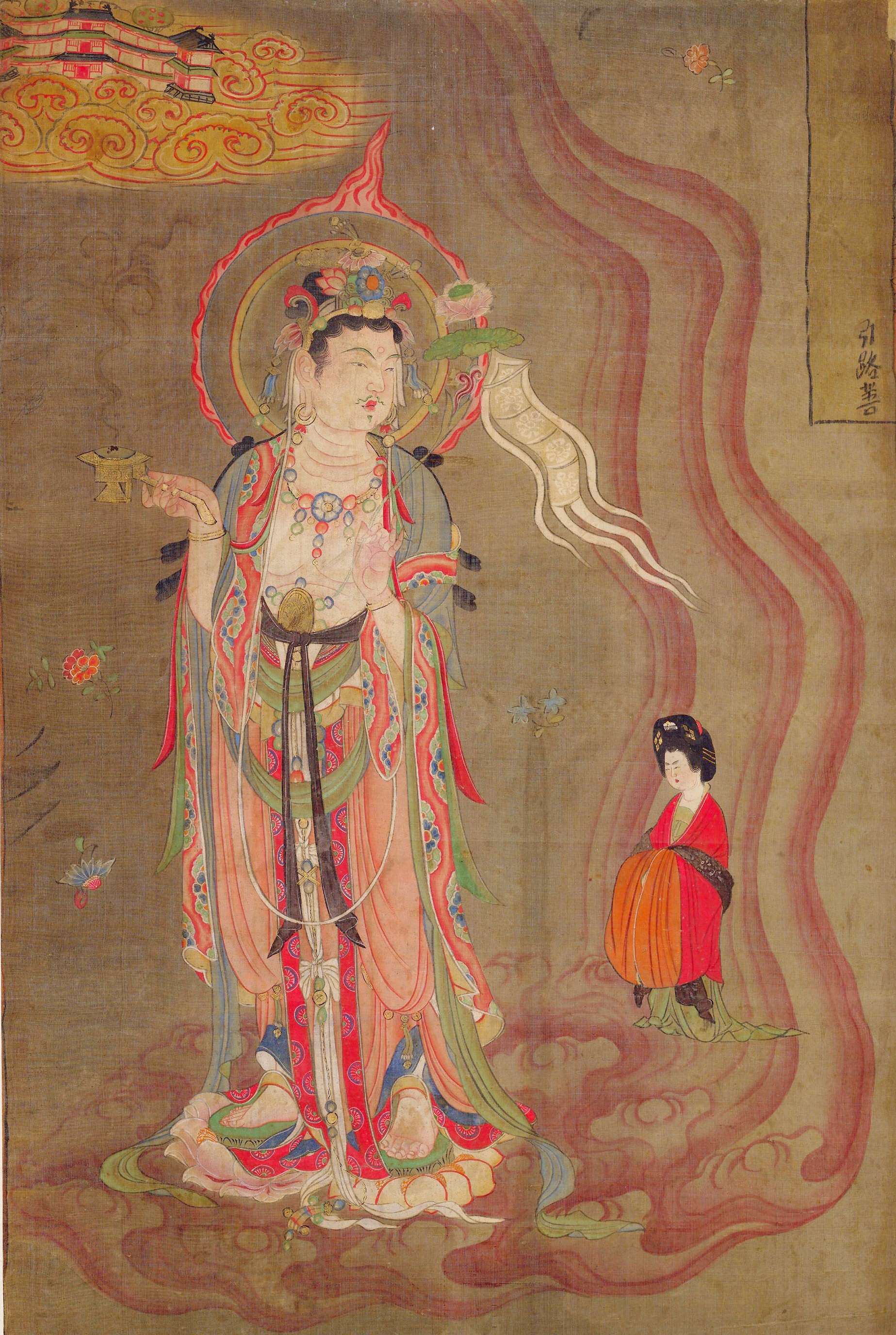
Mural de Dunhuang, dinastia Tang

L'art de la Xina va tenir els seus inicis en els orígens de la història xinesa, quan ja es van crear objectes en bronze, jade i os que van recollir l'esperit i efecte buscat en els rituals xamanistes.
Aquestes formes en bronze i jade mostren per primera vegada un dels principis essencials de l'art xinès: la síntesi entre l'esperit creador artístic i la funció social i jeràrquica a la qual estaven destinades des de la seva concepció. El primer d'aquests es mostrava en l'exquisitat de les formes, en l'origen dels temes decoratius, que prenen com a paradigma les forces de la natura i la seva acció sobre l'esperit humà, i en el gran coneixement tècnic dels materials que ha caracteritzat totes les formes artístiques.
Com a complement, tant la diversificació de les formes com la iconografia amb què s'adornaven corresponien als principis de jerarquització social i ús ritual que va caracteritzar els inicis de la civilització xinesa amb la dinastia Shang i la dinastia Zhou. En aquesta última dinastia, sorgeixen les escoles de filosofia que, aprofundint sobre la relació de l'individu amb el seu entorn i la consideració social d'aquest, establiran els fonaments teòrics sobre els quals, segles més tard, es desenvoluparia la teoria xinesa de l'art.
Ens referim fonamentalment al daoisme i al confucianisme, sense per això afirmar que existeix una clara divisió entre el que alguns consideren art daoista com a manifestació disgregada d'un presumpte art confucià.